# 愛因斯坦的獎章與榮譽

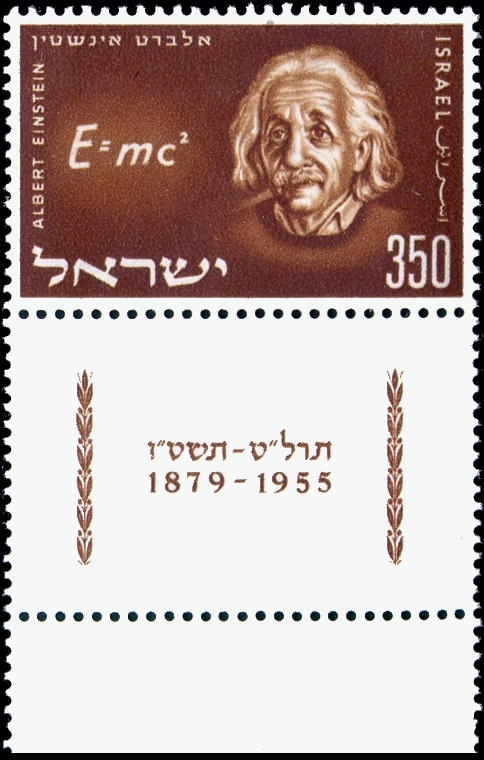
以色列於1956年發行的︁愛因斯坦紀念郵票

## 愛因斯坦獲得的獎章與榮譽
- 德國波茨坦有一座阿尔伯特·爱因斯坦科學公園。公園中的爱因斯坦大廈是一座天文觀測台。
- 美國首都華盛頓DC有一座爱因斯坦的青銅雕像。這座雕像位于美國國家科學院西南角的憲法大道上。
- 1955年8月，在爱因斯坦去世四個月之後，第99号元素被命名为锿，以紀念爱因斯坦的貢獻。[1][2]
- 1973年3月5日發現的小行星2001被命名為爱因斯坦。[3]
- 愛因斯坦衛星是哈佛-史密松天體物理中心和美國宇航局聯合製造的X射線觀測衛星，於1978年11月13日發射升空。其原名為HEAO-2，為紀念愛因斯坦誕辰100週年而用他的名字命名。
- 1990年，愛因斯坦的名字被鐫刻在沃爾哈拉德國名人紀念堂。這個紀念堂位于德國巴伐利亞州的雷根斯堡。[4]
- 1999年《时代》杂志将愛因斯坦评选为20世纪风云人物[5]。
- 国际纯粹与应用物理学联合会把2005年定為世界物理年，以紀念愛因斯坦的“奇蹟之年”100周年。
- 2008年，爱因斯坦進入美國新澤西州名人堂。[6]
- 愛因斯坦十字和愛因斯坦環是引力透鏡效應的產物，曾被廣義相對論所預言。

## 以爱因斯坦的名字命名的獎章與榮譽
- 阿尔伯特·爱因斯坦獎由普林斯顿高等研究院頒發，是一個理論物理學獎項，1951年首次颁发，獎金15,000美元。[7]後來獎金降至5,000美元。[8][9]爱因斯坦曾經做過該獎評委。[10]
- 阿尔伯特·爱因斯坦奖章由瑞士波恩的阿尔伯特·爱因斯坦學會設立並頒發，1979年首次頒發，獎勵那些在與爱因斯坦有關的事物上作出傑出貢獻的人。[11]
- 阿尔伯特·爱因斯坦和平獎由位于芝加哥的阿尔伯特·爱因斯坦和平基金會設立，獎金為50,000美元。[12]
- 阿尔伯特·爱因斯坦世界科學獎由世界文化委員會設立，1984年首次頒發。其宗旨在於激勵科學研究和技術研發，獎金為10,000美元。[13]
- 爱因斯坦奖由美国物理学会设立，2003年首次颁发，奖励对引力物理做出杰出贡献者。
- 另外，“爱因斯坦”一词还是耶路撒冷希伯来大学的注册商标。